# 1146 en santé et médecine
| Années de la santé et de la médecine : 1143 - 1144 - 1145 - 1146 - 1147 - 1148 - 1149    |
| Décennies de la santé et de la médecine : 1110 - 1120 - 1130 - 1140 - 1150 - 1160 - 1170 |

Cet article présente les faits marquants de l'année 1146 en santé et médecine.

## Fondations
- Fondation de la léproserie de la Madeleine, à Lyon[1],[2].
- Fondation d'une léproserie par la commune de Gand, en Flandre[3].
- À Reims, « donation faite […] aux pauvres lépreux habitant près du pont de Vesle, par Ébal Rigaud, au moment de son départ pour la croisade », et qui marque peut-être l'origine des léproseries Saint-Ladre aux hommes et Saint-Ladre aux femmes dont les dates de fondation restent inconnues[4].
- 1146 ? : fondation d'un hôpital de pèlerins dépendant de l'abbaye de Sorde, dans les Landes, en Aquitaine[5].
- Vers 1146
  - Fondation de l'aumônerie Saint-Sauveur du Hanneloup[6] à Angers[7].
  - Fondation au village de la Madeleine, près Combourg, en Bretagne, d'une « maladrerie ou léproserie [dont] la chapelle existe[ra] jusque vers 1570[8] ».

## Publication
- Le médecin chinois Dou Cai (1076-1146) publie le Bian Que xin shu[9].

## Personnalités
- Fl. Raoul, « physicien, chanoine de Notre-Dame de Montréal-en-Auxois[10] » en Bourgogne.
- Vers 1146 : fl. Richard, « médecin et moine de la Sainte-Trinité de Tiron[10] », dans le comté du Perche.

## Décès
- 1146 ou 1147 : Robert (né à une date inconnue), médecin de Suger, abbé de Saint-Denis[10].